# Hygum (Vester Nebel Sogn)
 For alternative betydninger, se Hygum. (Se også artikler, som begynder med Hygum)
Hygum er en lille landsby beliggende i den sydligste del af Vester Nebel Sogn, nordøst for Esbjerg.
Byen, der tidligere er blevet benævnt Hyging og Hyghum, var fra gammel tid den største landsby i sognet og er også den ældste bebyggelse. Omkring 1660 var der 4 helgårde og 2 halvgårde, altså oprindeligt 5 helgårde. I 1787 var der 9 gårde. De blev udflyttet i løbet af 1800-tallet og nye opstod. En stor del af Vester Nebel by er bygget på den nordligste del af Hygums jord.
En markant ændring skete omkring 1970, da man skulle anlægge Esbjerg Lufthavn (indviet 1971). En stor del af lufthavnens arealer er anlagt på Hygums sydligste jord. Herved forsvandt 5 ejendomme fra Hygum.